# Neapolis (Pisidien)
Neapolis (altgriechisch: Νεάπολις) war eine antike Stadt in der kleinasiatischen Landschaft Pisidien (im Grenzgebiet zu Phrygien) in der heutigen Türkei. Sie ist nicht eindeutig lokalisiert, könnte aber beim heutigen Şarkikaraağaç gelegen haben. Übersetzt bedeutet Neapolis Neue Stadt und war der Name mehrerer, antiker Städte (siehe hierzu: Neapolis)
Nach den Forschungen Louis Roberts entstand Neapolis in hellenistischer Zeit. In der Spätantike war es Sitz eines Bischofs. Auf das Bistum geht das Titularbistum Neapolis in Pisidia der römisch-katholischen Kirche zurück.